# Bertil Ströhm
Bertil Anders Ströhm, född 10 februari 1919 i Lund, död 27 november 2007 i Saltsjöbadens församling, var en svensk journalist.
Ström, som var son till elektrikern Bror Ströhm och Anna Andersson, avlade 1942 studentexamen vid Lunds privata elementarskola, där han hade John Karlzén som lärare. År 1945 tog han initiativ till bildandet av Litterära studentklubben i Lund. Han är representerad i Ny Prosa (1950) och utgav novellsamlingen Tretton episoder (1952). Han översatte till svenska Skådespelarkonst (1949) av Frederik Schyberg. Han var medarbetare i Arbetet och Aftontidningen, ombudsman i Svenska Journalistförbundet samt redaktör och ansvarig utgivare för Journalisten. Han blev ledamot av samarbetsnämnden för journalisthögskolorna 1967.